# Pasan
Pasan é uma cidade e um município no distrito de Shahdol, no estado indiano de Madhya Pradesh.

## Demografia
Segundo o censo de 2001, Pasan tinha uma população de 29,566 habitantes. Os indivíduos do sexo masculino constituem 53% da população e os do sexo feminino 47%. Pasan tem uma taxa de literacia de 65%, superior à média nacional de 59.5%: a literacia no sexo masculino é de 74% e no sexo feminino é de 55%. Em Pasan, 14% da população está abaixo dos 6 anos de idade.